# 久保田金僊
久保田 金僊（くぼた きんせん、明治8年（1875年）9月20日 ‐ 昭和29年（1954年）10月9日）は、明治時代から昭和時代にかけての日本画家。

## 来歴
明治8年（1875年）9月20日、日本画家の久保田米僊の次男として京都市下京区に生まれる。本名は吉太郎。父を師匠とし、京都府画学校に入学、四条派を専攻、幸野楳嶺に塩川文麟の画風を学んだが、19歳の時に父とともに上京、芝桜田町に移った。在学中のこの年、国民新聞の従軍記者となって日清戦争に派遣され戦況を絵によって報道した。明治25年（1892年）、日本青年絵画協会第1回絵画共進会に「敗荷雙鴨」を出品、明治27年（1894年）の日本青年絵画協会第3回絵画共進会には「敦盛吸笛」を出品、二等褒状を受賞する。明治29年（1896年）の日本絵画協会第1回絵画共進会には「海嘯後光景」、「農夫摘蔬図」を出品し、前者が二等褒状を受ける。また、明治30年（1897年）の日本絵画協会第2回絵画共進会に「天女来降」を出品、二等褒状を受賞、同年の日本絵画協会第3回絵画共進会に「夏の暮」を出品、二等褒状を受ける。後に日露戦争でも第三軍に従軍、明治41年（1908年）には絵の研究のため海外渡航を志して単身渡米した。シアトルで松坂屋社長と出会った縁により、松坂屋宣伝部に勤務し、宣伝部長として55歳の時まで勤めた。文展にも作品を出品している。なお舞台装置や時代考証などにおいても知られる。
昭和21年（1946年）に直腸癌を患い、それ以後は病床にあったが、昭和29年（1954年）10月9日に老衰のため東京都中野区の自宅で死去した。

## 作品
- 「長生新浦島」口絵　坪内逍遥作　実業之日本社、大正11年（1922年）

| 作品名         | 技法           | 形状・員数       | 寸法（縦x横cm）                                              | 所有者                             | 年代                     | 落款・印章 | 備考                                                                 |
| -------------- | -------------- | ---------------- | ------------------------------------------------------------ | ---------------------------------- | ------------------------ | ---------- | -------------------------------------------------------------------- |
| 従軍画譜       | 紙本墨画淡彩   | 3巻              | 日清：32.5x1043.1 日露乾巻：32.5x1038.3 日露坤巻：32.5x994.1 | 兵庫県立歴史博物館                 | 明治後期                 |            | 従軍での取材を元に描かれた作品か                                     |
| 加越紀行絵巻   | 絹本著色       | 2巻              | 上巻：33.0x1025.0 下巻：33.0x1361.2                          | 個人（成巽閣寄託）                 | 昭和14-15年（1939-40年） |            | 昭和14年6月の前田利為の金沢周辺の巡行を描く。                        |
| 能登紀行絵巻   | 紙本著色       | 2巻              | 上巻：32.5x918.3 下巻：32.5x849.7                            | 個人（成巽閣寄託）                 | 昭和15年（1940年）       |            | 昭和15年4月の同じく前田利為の能登紀行。                              |
| 高野詣絵巻     | 紙本著色       | 1巻              | 32.6x1350.5                                                  | 個人（成巽閣寄託）                 | 昭和15年（1940年）       |            | やはり前田利為夫妻の高野詣画巻。金僊は利為に随行してこれらを描いた。 |
| 鎌倉別邸風景   | 紙本淡彩       | 1面              | 34.6x60.5                                                    | 個人                               | 昭和15年（1940年）7月    |            |                                                                      |
| 軽井沢別邸風景 | 紙本淡彩       | 1面              | 20.7x32.0                                                    | 個人                               | 昭和15年（1940年）7月    |            |                                                                      |
| 細身良氏画伝   | 絹本著色・墨書 | 2巻              | 上巻：33.1x536.7 下巻：33.1x526.4                            | 細見美術館                         | 昭和19年（1944年）       |            | 細見美術館の母体を作った細身良の半生を描いた絵巻。                   |
| 虎図襖絵       | 紙本金地著色   | 襖8面・腰障子8面 |                                                              | 金戒光明寺大方丈虎の間（東南）所在 | 昭和19年（1944年）頃     |            |                                                                      |